# Slaget vid Jemmingen
Slaget vid Jemmingen var ett slag mellan spanska trupper och upproriska holländare vid flodstranden utanför halvön Jemmingen utanför Emden den 21 juli 1568.
När Nederländernas huvudsakligen protestantiska befolkning reste sig mot Spaniens katolske kung Filip II beordrade han hertigen av Alba att slå ned upproret med sin stridsvana armé. Hertigen av Alba var en van härförare och var bland annat den som införde den tunga musköten som ersättning för hakebössan som eldvapen inom den spanska armén. Albas motståndare var Vilhelm I av Oranien, som efter att ha flytt från hemlandet för att undgå arrestering samlat en armé av tyska legoknektar under befäl av sin bror Ludvig av Nassau, och skickat in den i norra Nederländerna. Hertigen av Albas armé hann upp Ludvig på halvön Jemmingen. De båda styrkorna var visserligen jämbördiga i storlek men skilde sig väsentligt åt i fråga om disciplin och eldkraft. Upprorsmännens armé blev instängd med ryggen mot floden Ems utlopp och krossades utan pardon. Tusentals soldater försökte simmande fly över mynningsviken, men få lyckades. Innevånarna i staden Emden fick kännedom om förlusten när tidvattnet drev in de drunknades hattar mot staden. Till minne av segern vid Jemmingen lät hertigen av Alba uppföra en bronsstaty i Antwerpen, gjuten av de kanoner han erövrat från upprorsarmén.